# Tine Pingvin
"Tine Pingvin" er en sang skrevet og indspillet af Roben & Knud. 
Sangen blev udgivet på Roben & Knuds debutalbum, Roben & Knud, i 1998, og sangen blev et kæmpe hit i Danmark. En genindspilning af "Tine Pingvin" var også at finde på Roben & Knuds andet album, Morseper, fra 2001.